# Ellgau
Ellgau est une commune allemande de Bavière située dans l'arrondissement d'Augsbourg et le district de Souabe.

## Géographie

Situation d'Ellgau (en rouge) dans la communauté d'administration (en violet) de Nordendorf et dans l'arrondissement d'Augsbourg

Ellgau est située sur la rive gauche de la Lech, affluent du Danube, à la limite avec l'arrondissement de Danube-Ries, à 15 km au sud de Donauworth et à 25,5 km au nord d'Augsbourg.
La commune fait partie de la communauté d'administration de Nordendorf.
Communes limitrophes (en commençant par le nord et dans le sens des aiguilles d'une montre) : Mertingen, Rain, Oberndorf am Lech, Münster, Thierhaupten, Westendorf, Nordendorf et Allmannshofen.

## Histoire
La première mention écrite du village date de 1126. Ellgau est acheté en 1753 par la famille Fugger et ce n'est qu'en 1803, lors du Recès d'Empire qu'il est rattaché au royaume de Bavière.
En 1818, Ellgau est érigée en commune et rejoint l'arrondissement de Donauworth jusqu'en 1972 et à son rattachement à l'arrondissement d'Augsbourg. le village a été au cours de son histoire un centre actif du transport du bois (flottage) sur la Lech.

## Démographie
| 1840 | 1871 | 1900 | 1910 | 1925 | 1933 | 1939 | 1950 | 1961 |
| ---- | ---- | ---- | ---- | ---- | ---- | ---- | ---- | ---- |
| 295  | 379  | 429  | 506  | 569  | 534  | 563  | 795  | 783  |

| 1987 | 2000 | 2005  | 2009  | - | - | - | - | - |
| ---- | ---- | ----- | ----- | - | - | - | - | - |
| 843  | 937  | 1 003 | 1 009 | - | - | - | - | - |